# Флаг Усть-Катава
Флаг муниципального образования Усть-Ката́вский городской округ Челябинской области Российской Федерации — опознавательно-правовой знак, служащий официальным символом муниципального образования.
Флаг утверждён 14 ноября 2002 года (как флаг муниципального образования «город Усть-Катав», после муниципальной реформы 2006 года — флаг Усть-Катавского городского округа) и внесён в Государственный геральдический регистр Российской Федерации с присвоением регистрационного номера 1115.

## Описание
«Прямоугольное полотнище с соотношением ширины к длине 2:3, несущее гербовую композицию, смещённую к древку: жёлтую лань, белую фигуру, имеющую очертания слева — геральдического шатра, а справа — остроконечного холма, и под ним — жёлтые молот, перетянутый красными скрепами к рукояти и наковальню. Свободная часть полотнища синяя (без разделяющей черты)».

## Обоснование символики
Флаг муниципального образования «город Усть-Катав» един и гармоничен: все фигуры многогранно символизируют город, богатый ценными историческими, промышленными, культурными, архитектурными и природными памятниками.
Город Усть-Катав был основан как посёлок в 1758 году в связи со строительством железоделательного завода.
Молот и наковальня, обобщённые символы кузнечного ремесла, как олицетворение выносливости, твёрдости, несгибаемости, аллегорически показывают, что история города Усть-Катава насчитывает немало славных страниц, а его жители внесли большой вклад в развитие машиностроения, нефтяной и газовой отраслей промышленности, в космические программы и исследования.
Велика заслуга усть-катавцев в победе над фашизмом: именно в Усть-Катаве впервые был налажен выпуск снарядов для легендарных «Катюш».
Сегодня Усть-Катав — один из современных промышленных центров горнозаводского края Челябинской области, десятилетиями здесь складывался центр трамваестроения: продукцию основного предприятия Усть-Катавского вагоностроительного завода им. С. М. Кирова — современные трамваи — можно встретить в десятках городов России.
Жёлтый цвет (золото) — символ доблести и решимости, величия и уважения, великолепия и богатства.
Красный цвет символизирует труд, жизнеутверждающую силу, мужество, праздник, красоту.
Лань — символ обновления, созидания и духовности, аллегорически показывает стремление вперёд, преодоление всех трудностей и препятствий. Вместе с тем, лань аллегорически показывает живописнейшую и богатую природу Южного Урала.
Город расположен на западном склоне Южного Урала в устье реки Катав, дав, тем самым, название городу.
Синий цвет полотнища символизирует реки Катав и Юрюзань, делая флаг полугласным. Также синий цвет аллегорически показывает многочисленные горные реки, богатые рыбой, ручьи и родники с питьевой водой.
Вершина геральдической фигуры, образованной половинами шатра и холма, показывает контур горы Шиханки, а также Шиханское железорудное месторождение, открытое в 1954 году.
Белый цвет (серебро) — символ веры, чистоты, искренности, чистосердечности, благородства, откровенности.